# Чарлстаун (Нью-Гемпшир)
Чарлстаун (англ. Charlestown) — місто (англ. town) в США, в окрузі Салліван штату Нью-Гемпшир. Населення — 4806 осіб (2020).

## Демографія
Згідно з переписом 2010 року, у місті мешкало 5114 осіб у 2117 домогосподарствах у складі 1399 родин. Було 2263 помешкання
Расовий склад населення:
| - 97,8 % — білих - 0,4 % — чорних або афроамериканців - 0,4 % — азіатів - 0,2 % — корінних американців |

До двох чи більше рас належало 1,0 %. Частка іспаномовних становила 0,8 % від усіх жителів.
За віковим діапазоном населення розподілялося таким чином: 20,7 % — особи молодші 18 років, 63,1 % — особи у віці 18—64 років, 16,2 % — особи у віці 65 років та старші. Медіана віку мешканця становила 43,9 року. На 100 осіб жіночої статі у місті припадало 97,2 чоловіків;  на 100 жінок у віці від 18 років та старших — 94,4 чоловіків також старших 18 років.
Середній дохід на одне домашнє господарство  становив 58 693 долари США (медіана — 50 297), а середній дохід на одну сім'ю — 69 176 доларів (медіана — 55 980). Медіана доходів становила 42 075 доларів для чоловіків та 35 830 доларів для жінок. За межею бідності перебувало 12,0 % осіб, у тому числі 18,0 % дітей у віці до 18 років та 7,0 % осіб у віці 65 років та старших.
Цивільне працевлаштоване населення становило 2229 осіб. Основні галузі зайнятості: освіта, охорона здоров'я та соціальна допомога — 26,5 %, виробництво — 23,5 %, роздрібна торгівля — 18,7 %.